# Stary cmentarz żydowski w Nowym Sączu
Stary cmentarz żydowski w Nowym Sączu – kirkut społeczności żydowskiej niegdyś zamieszkującej Nowy Sącz.
Znajdował się przy tamtejszej synagodze. Powstał zatem prawdopodobnie równocześnie z powstaniem starej synagogi w Nowym Sączu w XVIII wieku. Został zlikwidowany podczas wytyczania ul. Piotra Skargi.